# منتخب زيمبابوي تحت 20 سنة لكرة القدم
منتخب زيمبابوي تحت 20 سنة لكرة القدم هو ممثل زيمبابوي الرسمي في المنافسات الدولية في كرة القدم في فئة كرة قدم تحت 20 سنة للرجال
، يديريه اتحاد زيمبابوي لكرة القدم.